# أولريش يوهانس شنايدر
أولريش جوهانس شنايدر (بالألمانية: Ulrich Johannes Schneider) هو أمين مكتبة ومؤرخ للفسلفة وأستاذ جامعي ألماني، ولد في 4 مايو 1956 في فرانكفورت في ألمانيا. منذ 2006 يشغل منصب مدير مكتبة جامعة لايبتزج، وهو أستاذ للفلسفة في جامعة لايبتزج.